# Stanisław Hoffmann
Stanisław Andrzej Hoffmann (ur. 9 listopada 1949 w Zaborowicach) – polski polityk, samorządowiec, lekarz, senator I kadencji.

## Życiorys
Ukończył studia na Akademii Medycznej we Wrocławiu. W 1998 uzyskał stopień doktora nauk medycznych na Akademii Medycznej w Poznaniu. Specjalizował się w ginekologii i położnictwie. Podjął pracę w szpitalu w Górze. Od 1998 do 2001 pełnił funkcję ordynatora oddziału w SP ZOZ w tym mieście.
Na początku lat 80. wstąpił do „Solidarności”. W stanie wojennym został internowany na okres od 13 do 23 grudnia 1981.
Od 1989 do 1991 z ramienia Komitetu Obywatelskiego zasiadał w Senacie I kadencji, reprezentując województwo leszczyńskie. W latach 1998–2002 pełnił funkcję radnego sejmiku dolnośląskiego z listy Akcji Wyborczej Solidarność, bez powodzenia ubiegał się o reelekcję z listy POPiS. Został też prezesem Towarzystwa Miłośników Ziemi Górowskiej.